# Liste der Kinos in Berlin-Moabit
Die Liste der Kinos in Berlin-Moabit gibt eine Übersicht aller Kinos, die im heutigen Berliner Ortsteil Moabit existiert haben und noch existieren. Die Liste wurde nach Angaben aus den Recherchen im Kino-Wiki aufgebaut und mit Zusammenhängen der Berliner Kinogeschichte aus weiteren historischen und aktuellen Bezügen verknüpft. Sie spiegelt den Stand der in Berlin jemals vorhanden gewesenen Filmvorführeinrichtungen als auch die Situation im Januar 2020 wider. Danach gibt es in Berlin 92 Spielstätten, was Platz eins in Deutschland bedeutet, gefolgt von München (38), Hamburg (28), Dresden (18) sowie Köln und Stuttgart (je 17). 
Gleichzeitig ist diese Zusammenstellung ein Teil der Listen aller Berliner Kinos und der Ortsteillisten.
| Name/Lage                                                                   | Adresse                                       | Bestand   | Beschreibung | Bild |
| --------------------------------------------------------------------------- | --------------------------------------------- | --------- | --- | --- |
| Arena-Lichtspiele (Lage)                                                    | Turmstraße 19                                 | 1918–1947 | Die Arena-Lichtspiele, vormals „Berliner Lichtspiel-Theater“, in der Turmstraße 19 bestanden von 1918 bis 1947. Das Gebäude wurde zerstört und durch einen Nachkriegsbau ersetzt. | |
| Bambi-Lichtspiele (Lage)                                                    | Perleberger Straße 59                         | 1952–1975 | Die Bambi-Lichtspiele in der Perleberger Straße 59 bestanden von 1952 bis 1975. Nach 1970 finden sich jedoch keine Nachweise mehr in Adressbüchern. Sie könnten also schon früher geschlossen worden sein. Im Haus befand sich 2008 das „Kurbad Tiergarten“. | |
| Beussel-Lichtspiele (Lage)                                                  | Beusselstraße 22                              | 1919–1968 | Das heute leerstehende Erdgeschoss des Mietshauses Beusselstraße 22 beherbergte seit 1919 ein sich schlauchartig durch den Seitenflügel ins Hinterhaus erstreckendes Kino mit etwa 300 Klappsitzen. Der bis 1968 währende Kinobetrieb der Beussel-Lichtspiele führte beispielsweise Filme wie Für zwei Groschen Zärtlichkeit 1947 im Programm. Seit 1981 als Sex Kino 2000 betrieben, 1997 straßenseitig gegenüber einer Videothek leerstehend. | |
| Birken-Lichtspiele (Lage)                                                   | Wilhelmshavener Straße 28                     | 1918–1919 | Für kurze Zeit scheint es in der Wilhelmshavener Straße 28 / Ecke Birkenstraße ein Kinotheater gegeben zu haben. Ab 1920 ist es jedoch schon als geschlossen vermerkt. | |
| BTL-Lichtspiele (Lage)                                                      | Turmstraße 12                                 | 1905–1979 | Die BTL-Lichtspiele in der Turmstraße 12 (Eingang auch Wilsnacker Straße 63) bestanden von 1905 bis 1979. Das Vordergebäude ist erhalten und verfügt im Erdgeschoss über ein Ladengeschäft. Das Kino befand sich vermutlich in einem nicht mehr erhaltenen Saalbau im Hof. | Biophon Theater Lichtspiele – Turmstrasse 12 und Wilsnacker Straße 63 – 1921 – Werbe-Postkarte mit Filmprogramm „Der Mann ohne Namen“ (sechsteilige Filmreihe März/April 1921) |
| B.U.K.-Palast (Bundesrat-Lichtspiele) (Lage)                                | Bundesratufer 9                               | 1910–1944 | Der B.U.K.-Palast bestand als Kino von 1910 bis 1944. Das Gebäude wurde im Zweiten Weltkrieg zerstört, in den 1960er Jahren entstanden dort Schwesternwohnheime. Die sind mittlerweile wieder abgerissen und machten exklusiven Wohnbauten Platz. | Neue Wohnbauten am Bundesratufer |
| Corso-Lichtspiele (Artushof-Lichtspiele, Victoria-Lichtbild-Theater) (Lage) | Perleberger Straße 29                         | 1912–1944 | Das Kino wurde 1912 im Saal des Theaters „Artus-Hof“ (1888 gegründet) eingerichtet und bestand dort bis zu seiner Zerstörung im Jahr 1944. Anfangs besaß das Haus die Hausnummer 26, diese änderte sich ab 1928 in Nr. 29. Der Eingang zum Kino konnte auch von der Stendaler Straße 18 erfolgen. | Perleberger Straße 26 Artushof 1908 |
| Domela-Lichtspiele (Fortuna, Rostocker Lichtspiele) (Lage)                  | Rostocker Straße 12                           | 1912–1930 | In der Rostocker Straße 12 befand sich von 1912 bis 1930 mit Unterbrechungen ein Kino mit ständig wechselnden Namen. Vermutlich handelte es sich dabei um ein Ladenkino oder ein kleines Kino im Hinterhof des Hauses. | |
| Filmbühne Hansa (Lage)                                                      | Alt-Moabit 48                                 | 1913–1963 | In Alt-Moabit 47/48 wurde 1889 das „Stadttheater Moabit“ mit 1100 Plätzen im Festsaal der Kronenbrauerei eröffnet. 1923 wurde der Theatersaal zum Kino umgebaut. In den Kinodaten wird 1925 als Eröffnungsjahr angegeben, doch auch schon von 1913 bis 1920 sollen dort Filme vorgeführt worden sein. Das Kino bestand bis 1963 und wurde dann zum Hansa-Theater. Seit 2007 hieß das Theater Engelbrot und schloss 2009 ganz. „Ein neuer Filmpalast in Moabit. Das seit Jahrzehnten unter dem Namen ‚Stadt-Theater Moabit‘ firmierende Theaterunternehmen in Alt-Moabit wird demnächst von den bekannten Kinofachleuten A. Nowakowski und H. Weitenauer übernommen und während der Sommermonate in einen modernen Kinopalast mit Film- und Bühnenschau durch den Architekten H. Lischka umgewandelt. Das neue Lichtspielhaus erhält ca. 1000 Sitzplätze und wird damit das erste größere Unternehmen mit derartigen Darbietungen im nordwestlichen Stadtteil Berlins“. (Der Kinematograph Nr. 851, 10. Juni 1923) | Stadttheater Moabit, Blick in den Saal 1907 |
| Filmrauschpalast (Lage)                                                     | Lehrter Straße 35                             | seit 1991 | Das einzige Kino in Moabit befindet sich in der Kulturfabrik Moabit, wird von dem Verein Filmrausch Moabit e. V. (gemeinnützig) betrieben, hat 60 Sitzplätze und zeigt hauptsächlich neuere Filme mit kulturellem Anspruch. Als Besonderheit gibt es vor jedem Film eine persönliche Ansage. Das Kino besteht seit 1991. Es wird als unabhängiges Programmkino betrieben. | Kulturfabrik Moabit |
| Hansa-Theater (Lage)                                                        | Alt-Moabit 84                                 | 1910–1920 | 1923 eröffnete Nowakowski die Filmbühne Hansa im Stadttheater in Alt-Moabit 47/48. In Alt-Moabit 84 / Ecke Krefelder Straße 22 betrieb er zuvor anscheinend ein kleines Ladenkino, das ungefähr von 1910 bis 1920 bestand. Dort befindet sich ein Wohnhaus mit Ladengeschäften im Erdgeschoss. | |
| Kammer-Lichtspiele Hansa (Lage)                                             | Solinger Straße 6 / Tile-Wardenberg-Straße 20 | 1927–1944 | Die Kammer-Lichtspiele (Hansa) befanden sich von 1927 bis 1944 im Eckhaus Tile-Wardenberg-Straße 20 / Solinger Straße 6. Laut Kinoarchitektur in Berlin wurde das Kino auch „Kamera“ genannt und bestand seit 1911. Das Gebäude ist zerstört. | |
| Kinematographentheater (Lage)                                               | Beusselstraße 41                              | 1908–1913 | Das Haus Beusselstraße 41 (Kino von 1908 bis 1913) wurde anscheinend im Zweiten Weltkrieg zerstört, hier befinden sich später errichtete Wohnhäuser. Gleiches gilt für Nr. 27 (Kino vor 1917). | |
| Maxim (Lage)                                                                | Turmstraße 72/73                              | 1955–1978 | Das Maxim-Filmtheater in der Turmstraße 72/73 bestand von 1955 bis 1978. Es wurde vom Architekten Gerhard Fritsche errichtet. Nach der Schließung wurden die Räume für einen Supermarkt benutzt. Der Saalbau hinter dem Haus ist erhalten. | |
| Moabiter Lichtspiele (Lage)                                                 | Wiclefstraße 48                               | 1912–1961 | Die Moabiter Lichtspiele in der Wiclefstraße 48 bestanden von 1912 bis 1961. Danach nutzte ein Gebrauchtmöbelhändler den Saal. Heute findet man dort ein erhaltenes Wohnhaus aus jener Zeit. | |
| Orion-Lichtspiele (Lage)                                                    | Beusselstraße 9                               | 1919–1943 | Die Orion Lichtspiele in der Beusselstraße 9 in den „Moabiter Bürgersälen“ bestanden von 1919 bis 1943. Im Zweiten Weltkrieg wurde das Kino zerstört. | |
| Stephan-Lichtspiele (Lage)                                                  | Stephanstraße 3                               | 1948–1972 | Die Stephan-Lichtspiele in der Stephanstraße 3 bestanden von 1948 bis mindestens 1972. Sie wurden im rückwärtigen Teil der Theodor-Heuss-Schule in einem Gebäudeteil der dortigen Moses-Mendelssohn-Oberschule eingerichtet. Die Häuser Stephanstraße 2/3 stehen als ehemalige Lehrerwohnhäuser unter Denkmalschutz. | Stephanstraße 3 |
| Stern-Lichtspiele (Lage)                                                    | Alt-Moabit 80                                 | 1919–1944 | Die Stern-Lichtspiele bestanden vom 1. September 1919 bis zu ihrer Zerstörung im Jahr 1944, als eine Bombe im Zweiten Weltkrieg direkt auf das Kino fiel, das über einen öffentlichen Luftschutzkeller verfügte. | |
| Strom-Lichtspiele (Luna, Union) (Lage)                                      | Stromstraße 40                                | 1910–1944 | Die Strom-Lichtspiele in der Stromstraße 40 bestanden von 1910 bis 1944. Das Gebäude ist zerstört und dient einem Gebrauchtwagenhändler als Fläche. | |
| Thalia-Lichtspiele (Wald-Kino) (Lage)                                       | Waldstraße 8                                  | 1912–1943 | Die Thalia-Lichtspiele (auch Wald-Kino oder Volks-Kino-Theater) befanden sich in der Waldstraße 8 und bestanden von 1912 bis 1943. Das Gebäude befand sich an der Ecke zur Waldenserstraße 19, das Grundstück ist heute unbebaut und wird als Spielplatz genutzt. | |
| Tivoli (Lichtspiele Moabiter Gesellschaftshaus) (Lage)                      | Wiclefstraße 24                               | 1912–1942 | Die Tivoli-Lichtspiele im Saal des Moabiter Gesellschaftshaus in der Wiclefstraße 24 (Eingang auch von der Emdener Straße 41) bestanden von 1919 bis 1942, doch es gab auch schon 1912 Filmvorführungen dort. Hier befindet sich heute ein Wohnhaus aus den 1960er Jahren. Andere Quellen sagen, dass das Kino sogar bis 1952 bestanden haben soll, dafür sind jedoch keine Belege zu finden. | |
| Turm-Lichtspiele (Lage)                                                     | Turmstraße 70                                 | 1912–1920 | Das Kinematographentheater Turm-Lichtspiele in der Moabiter Turmstraße 70 bestand von 1912 bis 1920. | |
| Turmpalast, Ufa-Theater Turmstraße (Lage)                                   | Turmstraße 25/26                              | 1925–1974 | 1922 legte Wilhelm Kratz das Projekt „Filmeck“ mit 2158 Plätzen (1087 im Parkett, 576 im 1. Rang, 500 im 2. Rang) vor, das durch die „Filmeck-Moabit-G.m.b.H“ in Auftrag gegeben worden war. Das Projekt wurde nicht verwirklicht. Ein gleiches Projekt unter dem Namen Colosseum scheiterte ebenfalls. Im Frühjahr 1924 begann man mit dem Bau des Großkinos auf dem Gelände des Bier- und Konzertgartens der Schultheiß-Patzenhofer-Brauerei in der Turmstraße 26 / Ecke Stromstraße unter der Bauleitung von Max Schwarze. Am 19. Februar 1925 wurde das Ufa-Theater Turmstraße in Moabit eingeweiht. Fertiggestellt wurde das Lichtspieltheater durch Baurat Max Bischoff und den Architekten Fritz Wilms. Neben dem Kinosaal enthielt das Gebäude noch das „Café Vaterland“. Das Kino bestand in dieser Form bis 1944, der Kinosaal wurde während des Zweiten Weltkriegs jedoch komplett zerstört. 1952 eröffnete dann der Turm-Palast, der im ehemaligen „Café Vaterland“ eingerichtet worden war. Dort bestand er bis zu seiner Schließung im Jahr 1974. Danach zog ein Aldi-Markt in das Haus und zuletzt ein Möbelmarkt. Im Mai/Juni 2015 begann der Abriss der letzten verbliebenen Gebäude; hier entstand ein Einkaufszentrum mit Hotel im „Schultheiss Quartier“.                 | Turm-Palast 2011; 2016 abgerissen |
| Uhu-Lichtspiele (Thalia-Theater) (Lage)                                     | Alt-Moabit 15                                 | 1909–1943 | Das Kino bestand von 1906 bis 1943, es wurde im Zweiten Weltkrieg zerstört. Aktuell befindet sich dort ein Parkhaus. | |
| Union (Ufa Levetzowstraße) (Lage)                                           | Levetzowstraße 3–5                            | 1944–1947 | Das Union-Theater in der Levetzowstraße 3–5 bestand laut Kinoarchitektur in Berlin von 1944 bis 1947 als Ausweichkino, danach wurde dort die Landesbildstelle bis 1997 eingerichtet. Ebenda befindet sich die Heinrich-v.-Kleist-Oberschule und eine Filmschule sowie die Schulinspektion der Berliner Schulen. Das Gebäude steht unter Denkmalschutz. | Berlin-Moabit Levetzowstraße Kleist-Lyzeum und Filmschule ehemalige Landesbildstelle                                                                                           |
| Volks-Kino-Theater (Lage)                                                   | Beusselstraße 61                              | 1912–1923 | Das Kino wurde von 1912 bis 1923 betrieben. Es handelte sich hierbei vermutlich um ein Ladenkino. In der Beusselstraße 61 befindet sich aktuell ein Wohnhaus mit Ladengeschäften im Erdgeschoss. | |
| Welt-Kino (Lage)                                                            | Alt-Moabit 99–103                             | 1919–1966 | Das erste Kino in diesem Haus, namentlich das Welt-Kino, entstand 1919 in der ersten Etage, in der bisherigen Firmenkapelle der Meierei C. Bolle. Es bot über 1100 Besuchern Platz bis durch den Zweiten Weltkrieg 1943 seine gesamte Inneneinrichtung zerstört wurde. Solang war es nach dem unweitgelegenen Turm-Palast das zweitgrößte Kino Moabits. Wieder instand gesetzt und später umgebaut, diente das Gebäude bis 1966 als Kino. In unmittelbarer Nähe des Lehrter Bahnhofs gelegen, war es bis 1961 auch ein Grenzkino. Nach Schließung des Kinos 1966 spielten die Berliner Kammerspiele in diesem Haus vor allem für Schulklassen erfolgreich Theater. Das Theater Kammerspiele bestand von 1966 bis 1999 und wurde dann geschlossen. Das Obergeschoss mit dem ehemaligen Kinosaal stand seit 1999 leer. Ernst Freiberger junior entwickelte ab den 2010er Jahren ein neues Konzept zu dessen Nutzung in enger Zusammenarbeit mit dem Hotelmanagement des Albion. Der Raum wurde nach Plänen der Architekten Ansgar Schmidt und Henning Ziepke in einen großen Festsaal umgestaltet. Der so entstandene Festsaal eins, eine sogenannte „Eventlocation“, wurde vom Innenputz an den Wänden befreit und steht seit dem Sommer 2015 für Großveranstaltungen aller Art zur Verfügung. | Welt-Kino · Bollte Festsäle |